# Bàral
El bàral (Pseudois nayaur) és un caprí que viu a l'alt Himàlaia del Nepal, el Tibet, la Xina, el Caixmir, el Pakistan, Bhutan i l'Índia.
El bàral té banyes que creixen cap amunt, es corben cap enfora i després cap enrere, una mica com un bigoti a l'inrevés.
El bàral també fou un dels centres d'atenció de l'expedició de George Schaller i Peter Matthiessen al Nepal el 1973. Les seves experiències personals estan ben documentades per Matthiessen al seu llibre The Snow Leopard. El bàral és una de les preses principals de la pantera de les neus.
El bàral nan (P. schaeferi) és considerat a vegades una subespècie del bàral.